# Gilles de Texue
Gilles de Texue (1478 - 1514) fut capitaine et gardien du château de Brest de 1499 jusqu'au moins 1508.

## Biographie
Gilles de Texue fut écuyer de la reine Anne de Bretagne. Il fut choisi par la reine pour devenir capitaine et gardien du château de Brest en 1499. Le château est alors un site stratégique majeur. Il y reçoit Anne de Bretagne, durant l'été 1505, à l'occasion de son pèlerinage.
Son gisant en pierre noire de Kersanton, remarquablement conservé, est exposé au Musée national de la Marine du château de Brest ; il se trouve dans l’oratoire où Anne de Bretagne se recueillit lors de sa visite de 1505.